# George Loane Tucker
Pour les articles homonymes, voir Tucker.
George Loane Tucker, né le 12 juin 1872 à Chicago (Illinois) et mort le 20 juin 1921 à Los Angeles (États-Unis), est un réalisateur, scénariste, acteur, producteur et monteur américain.

## Biographie
George Loane Tucker est enterré au Hollywood Forever Cemetery.

## Filmographie

### Comme réalisateur
- 1911 : Their First Misunderstanding (coréalisation : Thomas H. Ince)
- 1911 : The Dream
- 1911 : La Lettre écarlate (en)
- 1911 : Behind the Stockade (coréalisation : Thomas H. Ince)
- 1911 : The Rose's Story
- 1911 : Dangerous Lines
- 1911 : The Aggressor (coréalisation : Thomas H. Ince)
- 1911 : The Courting of Mary (coréalisation : James Kirkwood Sr.)
- 1911 : Over the Hills
- 1911 : Little Red Riding Hood
- 1911 : The Portrait (coréalisation : Thomas H. Ince)
- 1912 : Next
- 1912 : Prince Charming
- 1912 : Officer One Seven Four
- 1912 : The Old Folks' Christmas
- 1913 : The Whole Truth
- 1913 : A Possibility
- 1913 : The Yogi
- 1913 : The Christian
- 1913 : In Peril of the Sea
- 1913 : Their Parents
- 1913 : Hidden Fires
- 1913 : Big Sister
- 1913 : Jane of Moth-Eaten Farm
- 1913 : His Hour of Triumph
- 1913 : The Temptation of Jane
- 1913 : Traffic in Souls
- 1913 : Jane's Brother, the Paranoiac
- 1914 : The Third String
- 1914 : She Stoops to Conquer
- 1914 : The Revenge of Mr. Thomas Atkins
- 1914 : The Fringe of War
- 1914 : England Expects
- 1914 : Called Back
- 1914 : A Bachelor's Love Story
- 1914 : 0-18 or A Message from the Sky
- 1914 : The Dawn of Romance
- 1915 : Le Prisonnier de Zenda (The Prisoner of Zenda)
- 1915 : The Middleman
- 1915 : A Man of His Word
- 1915 : 1914 (film)
- 1915 : The Sons of Satan
- 1915 : The Shulamite
- 1916 : Under Suspicion
- 1916 : An Odd Freak
- 1916 : A Mother's Influence
- 1916 : Mixed Relations
- 1916 : The Manxman
- 1916 : The Man Without a Soul
- 1916 : The Hypocrites
- 1916 : The Game of Liberty
- 1916 : Arsène Lupin
- 1916 : Rupert of Hentzau
- 1917 : Homeless
- 1917 : The Cinderella Man
- 1917 : The Mother of Dartmoor
- 1918 : Le Mystérieux héritage d'Arabella Flynn (Dodging a Million)
- 1918 : Joan of Plattsburg
- 1918 : Virtuous Wives
- 1919 : Le Miracle (The Miracle Man)
- 1921 : Ladies Must Live

### Comme scénariste
- 1911 : Their First Misunderstanding, de Thomas H. Ince et lui-même
- 1911 : Behind the Stockade, de Thomas H. Ince et lui-même
- 1911 : The Portrait, de Thomas H. Ince et lui-même
- 1916 : An Odd Freak
- 1916 : Mixed Relations
- 1916 : The Man Without a Soul
- 1917 : The Cinderella Man
- 1918 : Dodging a Million
- 1918 : Joan of Plattsburg
- 1918 : Virtuous Wives
- 1919 : Le Miracle, de lui-même
- 1921 : Ladies Must Live

### Comme acteur
- 1909 : The Awakening of Bess : Le lourd
- 1911 : Second Sight, de Thomas H. Ince et Joseph W. Smiley : Rôle indéterminé
- 1911 : The Fair Dentist, de Thomas H. Ince
- 1911 : The Piece of String : Le touriste
- 1911 : In the Sultan's Garden, de Thomas H. Ince et William H. Clifford
- 1911 : For the Queen's Honor, de Thomas H. Ince : Le second prince
- 1911 : A Gasoline Engagement, de Thomas H. Ince : Révérend John Maxwell
- 1911 : Uncle's Visit, de Thomas H. Ince : Mr Sperry
- 1912 : Next, de lui-même
- 1912 : An Old Lady of Twenty
- 1912 : Does Your Wife Love You? : George
- 1912 : The Closed Bible
- 1912 : The Winning Punch : James Ross
- 1913 : The Whole Truth
- 1913 : The Temptation of Jane
- 1913 : Traffic in Souls : Opérateur TSF

### Comme producteur
- 1919 : Le Miracle, de lui-même

### Comme monteur
- 1918 : The Beloved Traitor